# IC 1598
IC 1598 ist eine Spiralgalaxie vom Hubble-Typ Sa im Sternbild Fische auf der Ekliptik. Sie ist schätzungsweise 210 Mio. Lichtjahre von der Milchstraße entfernt und hat einen Durchmesser von etwa 60.000 Lj.
Im selben Himmelsareal befindet sich u. a. die Galaxie IC 1592.
Das Objekt wurde am 15. Januar 1895 von Herbert Alonzo Howe entdeckt.